# Партия на тунизийските работници
Партията на тунизийските работници (на арабски: حزب العمال) е крайнолява ходжаистка политическа партия в Тунис.
Партията е основана на 3 януари 1986 г. Младежкото й̀ подразделение е известно като Съюз на комунистическите младежи в Тунис. Говорител на партията е Хамма Хаммами.
При режима на Конституционното демократично обединение партията е нелегална. Според Амнести Интернешънъл през 1998 г. 5 студенти са обвинени в членство в ТРКП и получават 4-годишни присъди след студентски демонстрации.
След Жасминовата революция от 2011 г. е легализирана и на изборите през октомври получава 3 места в Учредителното събрание.
ТРКП е член на Международната конференция на марксистко-ленинските партии и организации (Единство и борба).
|  | Тази страница частично или изцяло представлява превод на страницата Tunisian Workers' Communist Party в Уикипедия на английски. Оригиналният текст, както и този превод, са защитени от Лиценза „Криейтив Комънс – Признание – Споделяне на споделеното“, а за съдържание, създадено преди юни 2009 година – от Лиценза за свободна документация на ГНУ. Прегледайте историята на редакциите на оригиналната страница, както и на преводната страница, за да видите списъка на съавторите. ВАЖНО: Този шаблон се отнася единствено до авторските права върху съдържанието на статията. Добавянето му не отменя изискването да се посочват конкретни източници на твърденията, които да бъдат благонадеждни. |